# CS-22

Indicador

L'autovia CS-22 és l'accés directe al Port de Castelló des de la N-340. Per a un millor accés a la zona est de la ciutat de Castelló, també fa la funció de circumval·lació. És el resultat del desdoblament de la N-225 (tram N-340 - Grau de Castelló). La seua nomenclatura ve, igual que quasi totes les conversions de carreteres nacionals a autovies, de les dues primeres xifres del nom antic (N-225 > CS-22), i les lletres CS referint-se a que és una autovia de l'entorn urbà de Castelló de la Plana.

## Història

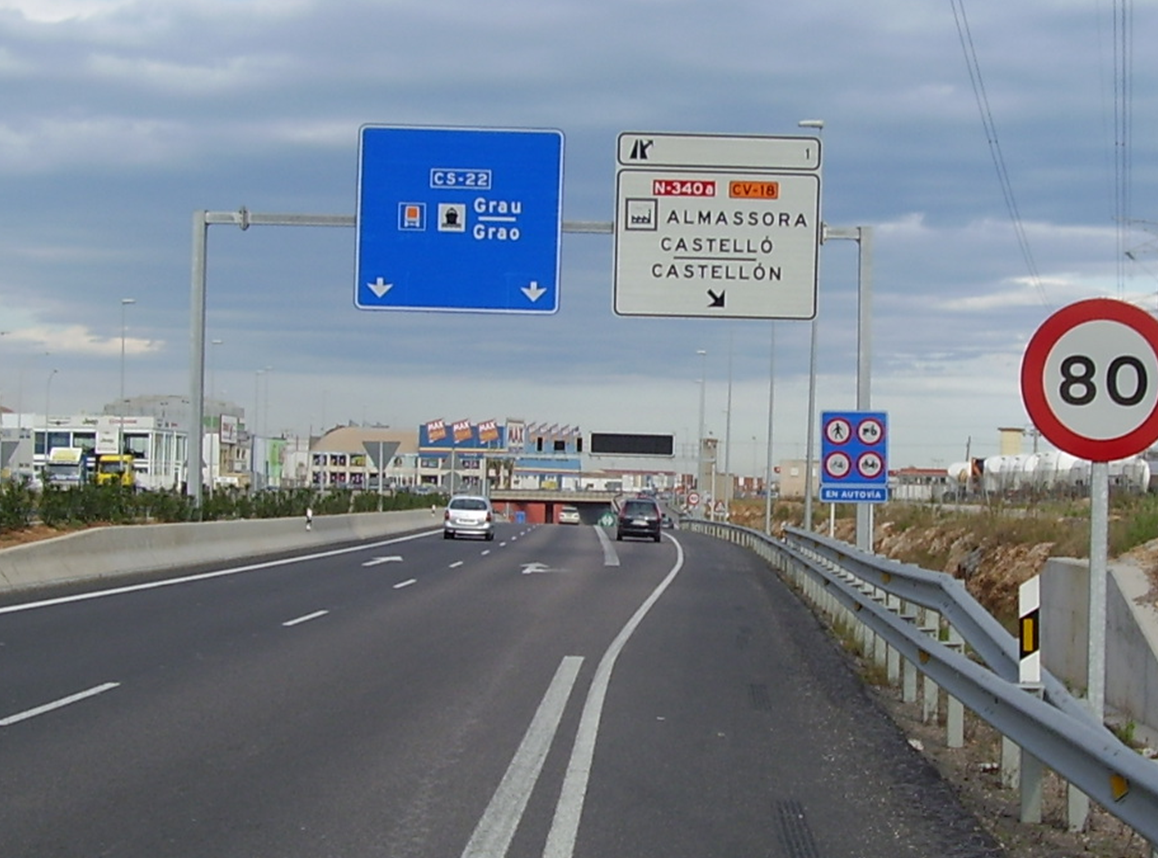
Imatge del començament de l'autovia CS-22

Fins a la seua construcció, l'únic accés al port era la N-225, però aquesta era una carretera nacional d'una sola calçada, estreta i que passa per urbanitzacions del Grau, a més a més de travessar el seu nucli urbà. Açò va provocar que en la dècada dels 80 es projectara una via ràpida que comuniqués directament la N-340 amb el Port de Castelló.
Fou una autovia molt llarga de construir, ja que la CS-22 fou finalitzada a principis de 2006, quan aquesta estava projectada des d'abans de la dècada dels 90; projectada com carretera d'una sola calçada que, posteriorment, seria construïda com autovia.
- Primavera 2008: A tots els indicadors que cauen directament a l'autovia és col·locada la denominació Port, ja que fins aleshores sols estava el símbol del vaixell, que causava alguna confusió al no conèixer el seu significat.

## Traçat actual

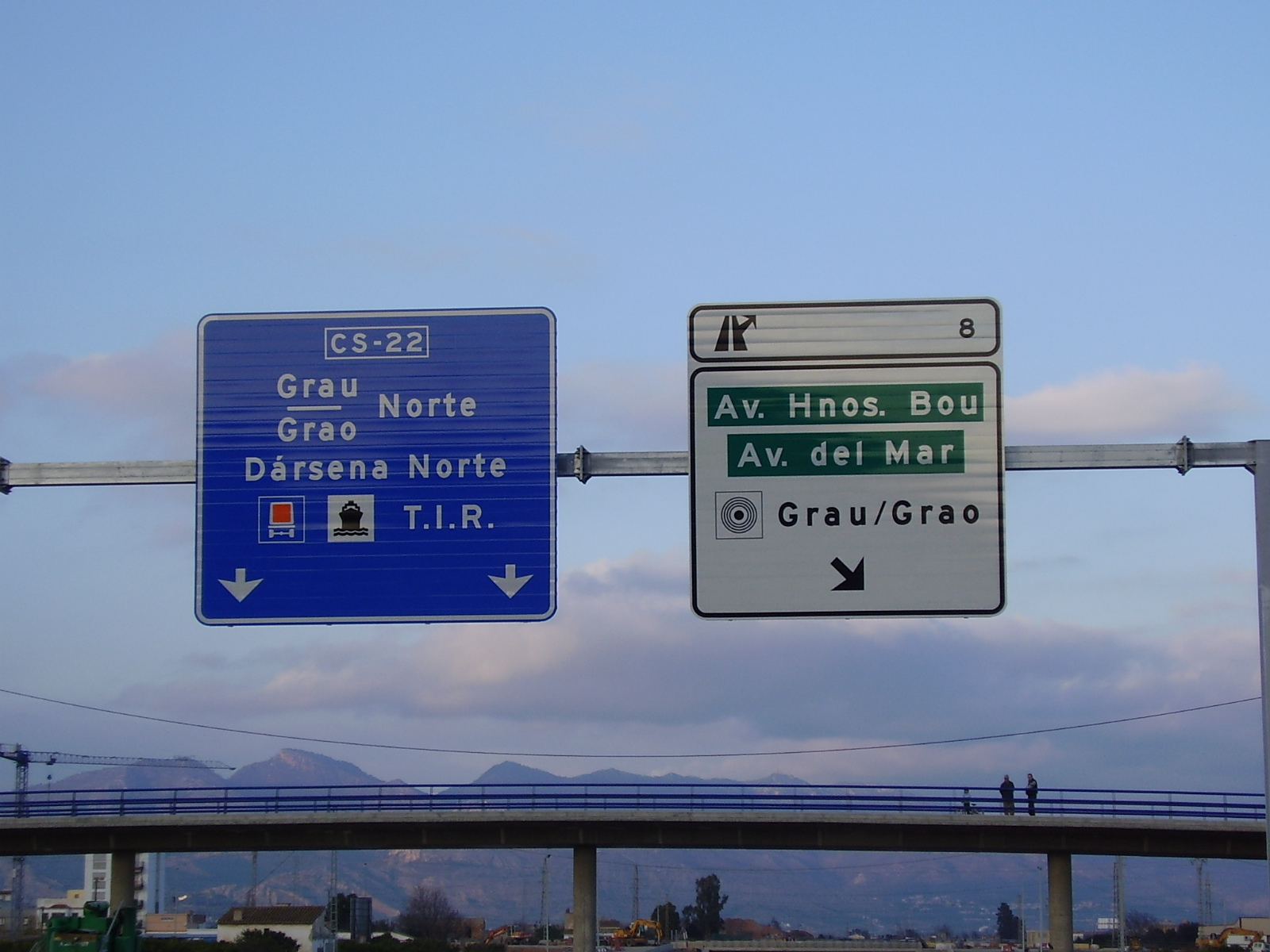
La CS-22 a l'eixida de l'Av. Germans Bou

La carretera CS-22 comença al quilòmetre 959 de la N-340, i connecta amb l'Autovia del Port pròpiament dita, mitjançant una redona, que enllaça aquesta via amb la Ciutat del Transport. Propera a aquesta redona també està l'eixida 1, direcció Castelló de la Plana i Almassora - Pol. Industrials per la via de servei (imatge lateral), ja que l'autovia CS-22 transcorre els primers quilòmetres a modo de trinxera, amb redones a diferents nivells que eviten el creuament amb l'Avinguda d'Almassora, i l'Avinguda d'Enric Gimeno i l'Avinguda de València, que comuniquen Castelló amb Almassora i Vila-real. A l'altura del quilòmetre 4, l'autovía eix a l'aire i connecta mitjançant creuaments a distint nivell amb altres carreteres com la N-225 i la CV-183 direcció Almassora-Grau de Castelló, i l'enllaç amb el Port Pesquer i el Pol. Ind. del Serrallo, mitjançant les eixides 5 i 7 respectivament. L'eixida 8 corresponent a l'Avinguda dels Germans Bou i l'Avinguda del Mar, que connecten Castelló amb el Grau. La darrera eixida és la nº 11, ja propera al Grau de Castelló que connecta amb el nucli urbà d'aquest, amb l'Avinguda Ferrandis Salvador i el Camí Serradal i la zona administrativa del port. Amb 11,5 quilòmetres recorreguts, la CS-22 finalitza, una vegada travessa el Grau de Castelló mitjançant passos soterrats, a les aduanes del port, a on està restringit el pas a tota persona no autoritzada.

## Recorregut
| Velocitat       | Esquema                 | Eixida | Sentit Grau (descendent)                                                                       | Sentit N-340 (ascendent)                                                                        | Carretera                | Notes |
| --------------- | ----------------------- | ------ | ---------------------------------------------------------------------------------------------- | ----------------------------------------------------------------------------------------------- | ------------------------ | ----- |
|                 | Principi d'autovia      |        | Començament de l' Autovia del Port de Castelló                                                 | Fi de l' Autovia del Port de Castelló                                                           | N-340                    |       |
| Limitació a 40  | Trencall                |        | Ciutat del Transport                                                                           | Ciutat del Transport                                                                            | Quadra Lairón            |       |
| Limitació a 80  | Sortida-entrada autovia | 1      | Almassora Castelló                                                                             |                                                                                                 | Via lateral N-340a CV-18 |       |
| Limitació a 80  | Túnel d'autovia         |        | Túnel de Lourdes                                                                               | Túnel de Lourdes                                                                                |                          | Túnel |
| Limitació a 80  | Sortida-entrada autovia | 1      |                                                                                                | Castelló                                                                                        | Via lateral N-340a CV-18 |       |
| Limitació a 100 | Sortida-entrada autovia | 6      | Almassora                                                                                      | Almassora                                                                                       | N-225 CV-183             |       |
| Limitació a 100 | Sortida-entrada autovia | 7      | Port Pesquer - Zona industrial                                                                 | Port Pesquer - Zona industrial                                                                  | N-225                    |       |
| Limitació a 100 | Sortida-entrada autovia | 8      | Avinguda Germans Bou Avinguda del Mar Grau                                                     |                                                                                                 |                          |       |
| Limitació a 100 | Sortida-entrada autovia | 8      |                                                                                                | Av. Germans Bou Avinguda del Mar Grau                                                           |                          |       |
| Limitació a 80  | Sortida-entrada autovia | 11     | Camí del Serradal Av. Ferrandis Salvador Benicàssim Grau nord PortCastelló-Zona administrativa |                                                                                                 |                          |       |
| Limitació a 80  | Túnel d'autovia         |        | Túnel del Grau                                                                                 | Túnel del Grau                                                                                  |                          | Túnel |
| Limitació a 40  | Canvi de sentit         |        | Grau Eixida totes direccions                                                                   | Camí del Serradal Av. Ferrandis Salvador Benicàssim Grau nord Port Castelló-Zona administrativa |                          |       |
| Limitació a 40  | Duana en autovia        |        | Duana d'accés al Port de Castelló Excepte Autoritzats                                          | Eixida del Port de Castelló                                                                     |                          |       |
|                 | Final d'autovia         |        | Fi Autovia del Port de Castelló                                                                | Començament Autovia del Port de Castelló                                                        | Port Castelló            |       |